# 北江本地話
北江本地話，又稱蛇話，民間通稱本地話，是廣東省北江流域中上游地區一系列內部頗为一致的方言點的统称，主要分布於广州市和清远市，處於客家話和广府话]的包圍之中。北江本地話与东江本地话存在明显的关联，在語言分類歸屬上存在一定爭議，一般將其歸為粤语的次方言。

## 分佈
本地話得名於其使用者的自稱“本地人”，這些北江流域谷的居民大多都以“本地人”自居。
北江本地话包含以下方言：
- 龙门话（土白话，底层东江话，也叫蛇话，惠州市龙门县龙城街道及周围的三个乡镇）
- 吕田本地话（广州从化吕田，源于古粤语与当地南蛮语结合所产生的一种本地话）
- 佛冈蛇话（清远市佛冈县，从十分古老的粤语而来）
  - 水头蛇话（余(蛇)话，鸟语蛇音）
  - 龙山蛇话（近清远市郊的洲心话）
  - 沙埗话（石角镇沙埗村，清远蛇声）
- 横荷蛇话（清远市清城区横荷街）
- 洲心蛇话（艾艾声、洲心话，清远市清城区洲心镇）
- 下里话（清远阳山黎埠镇淇潭村，洲心迁来）
- 厓声（三水大塘ngai声）
- 赤坭艾艾声（花都赤坭西邊村、國泰村）
- 英德平声（英州话，主要有分布于英城街道、望埠镇的附城话、大站镇北江两岸的大站话）
- 英德麻声（麻话，连江口镇、水边镇、大洞镇、西牛镇，客粤混合的方言）

## 特点
语音特点：
- 在上声中区分 PM 的两套次浊全浊上声未归阳，去者归阴去；
- 元开读合（元韵还是元部）；
- 歌部有白读 ai/oi 不分；
- 通摄一三等非组几乎彻底轻唇化，仅剩吠 puoi 等残留；
- 白读閂、栓、涮、赚、撰、刷等字读开口 an；
- 门、本、盘、没等字读如桓韵 uon；
- 平翘类型为知章庄组翘舌；
- 精组平舌覃韵有白读 em ep；
- 齐祭韵以 ai/ei 为主，文读 i 少见；
- 肩有白读 kan；
- 阴平肚有白读 tu。

本地話有一批內部比較一致的特徵詞：
- “这”——个—— koi
- “那”——个—— koi
- “哪”——哪—— nai
- “猪饲料”——猪糝—— sam
- “拿”——荷—— hai
- “啊婶”—— ——shm
- “亮”——皓—— hau
- “东西”——闲嘢—— jia
- “疼爱”——惜—— chhiak
- “痒”——苛—— hoi
- “母鸡”——鷄僆—— lan
- “蜻蜓”——蠰蚭—— nɔŋni
- “床蝨”——沟蚍—— koupi
- “椿象”——甘蜚—— kompuoi

### 引用
1. ↑  刘素霞.  (博士论文). 暨南大学. 2013.
2. ↑  劉叔新. . 北京: 中國社會出版社. 2007.07. ISBN 978-7-5087-1716-6.
3. ↑  张寿祺、宋长栋. . 学术研究. 2008, (8).
4. ↑  温昌衍. . 客家研究辑刊. 2003, (2): 28–29.
5. ↑  庄初升. . 东方语言学. 2008, (2).
6. ↑  张寿祺、宋长栋. . 广州研究. 1987, (5).
7. ↑  曾建生. . 清远职业技术学院学报. 2017, (10).
8. ↑  邱前进、林亦. . 桂林师范高等专科学校学报. 2007, (4).
9. ↑  侯小英.  (博士论文). 廈門大學. 2008.
10. ↑  宋长栋、庄益群. . 人类学论文选集. 1986, (1).